# Транзит Венеры
«Транзи́т Вене́ры» (фр. Passage de Vénus) — серия чёрно-белых фотографий прохождения Венеры по диску Солнца в 1874 году. Хронофотографическая серия, состоящая из 48 снимков, была снята 8 декабря 1874 года в Японии французским астрономом Пьером Жансеном с помощью изобретённого им «фотографического револьвера».

## История создания
Французский астроном Пьер Жансен наиболее известен тем, что в 1868 году во время наблюдений полного солнечного затмения в Индии при помощи спектроскопа в спектре солнечного излучения (независимо от Джозефа Локьера) обнаружил новую ярко-жёлтую спектральную линию, которую нельзя было отнести ни к одному из известных к тому времени химических элементов. Впоследствии этому новооткрытому элементу было дано имя гелий. Позже Жансен стал директором Медонской обсерватории и активно применял для астрономических наблюдений фотографию, которую он называл «зрением учёного». 

## Фотографический револьвер
Для своих исследований Жансен использовал фотографический револьвер (фр. Revolver astronomique), который был создан при помощи французского изобретателя Антуана Редье (фр. Antoine Redier).
Эксперименты с «фотографическим револьвером» являются одними из первых примеров с движущимся изображением (наряду с опытами с фенакистископом и зупраксископом). Сам аппарат был создан на основе фенакистископа Жозефа Плато, а также базировался на принципах работы револьвера «кольт». Его первый публичный показ был осуществлён в 1873 году во Французской академии наук. «Револьвер», по словам Жансена, имел научную цель — облегчить наблюдение за астрономическими объектами при помощи хронофотографии, которая считается одним из промежуточных этапов в процессе создания современного кинематографа и позволила понять основные принципы записи движущегося изображения. В этот период учёные многих стран старались внедрить фото-кинотехнику для проведения научных исследований. Так, к ним можно отнести «фотодром» Эдварда Мейбриджа (начиная с 1872 года) и «кинетоскоп» Томаса Эдисона (1893). На основе изобретения Жансена французский физиолог и один из предшественников кинематографа Этьен-Жюль Маре сконструировал своё фоторужьё.
По словам историка кино Жоржа Садуля, «револьвер» Жансена по своим размерам скорее походил на гаубицу, а «ствол» этого «мирного оружия» включал в себя объектив с герметически закрытым барабаном, который представлял собой камеру-обскуру. В этом оптическом устройстве часовой механизм приводил в движение установленную на ось фотографическую пластинку. Эта пластинка, изготовленная по системе Луи Дагера, двигалась с остановками, интервал которых составлял 60 секунд, во время которых щель совпадала с окуляром и на пластинку передавалось фотоизображение.

## Съёмки
В составе экспедиции Жансен применял свой метод для проведения наблюдений 8 декабря 1874 года в Японии при прохождении (транзите) планеты Венеры по диску Солнца. Эта разновидность астрономического прохождения является одним из самых редких среди предсказуемых астрономических явлений (происходит четыре раза за 243 года). Исследования, проводимые при транзите Венеры до наступления эпохи покорения космоса, позволили уточнить расстояние от Земли до Солнца (астрономическая единица) методом параллакса и получить первые данные об атмосфере Венеры. В 1874 году для наблюдения за транзитом Венеры с целью уточнения расстояния от Земли до Солнца было отправлено несколько экспедиций в различные части света. Оборудование для фиксирования этого события французский астроном готовил два года, а её вторая версия могла запечатлеть 48 изображений за 72 секунды, что позволило ему сделать необходимые снимки Венеры. Полученные фотографии помогли доказать астроному свою теорию о том, что солнечная корона является характеристикой Солнца, а не оптическим эффектом, возникающим при наблюдении светила через атмосферу Земли. Собственно «фильм» состоит из 48 фотографий и длится около 5 секунд.

## Исследования материала
По словам Садуля, несмотря на то, что этот метод предоставил возможность произвести в Японии снимки прохождения Венеры по диску Солнца, он был далёк от совершенства, а полученные кадры в дальнейшем надо было перерисовывать и вновь перефотографировать, чтобы они стали различимы. Исследование сохранившегося материала в 2005 году показало, что все сохранившиеся пластины, сделанные с помощью фотографического револьвера, являются тестовыми, снятыми с помощью модели, и что ни одна из многих пластин, успешно экспонированных во время затмения, видимо, не сохранилась.
«Транзит Венеры» является самым старым фильмом в крупнейшей базе данных веб-сайта о кинематографе — IMDb и самым старым в Letterboxd.